# Completezza (statistica)
In statistica la completezza è una proprietà legata ad una misura di probabilità, tale per cui è possibile stimare tutti i parametri appartenenti a tale distribuzione tramite delle statistiche date ed assicura che le distribuzioni in corrispondenza di parametri diversi saranno distinte.
La completezza è di notevole rilievo per la ricerca di stimatori non distorti a varianza minima analizzata nel teorema di Lehmann-Scheffé.

## Definizione
Data una misura di probabilità {\displaystyle P_{\underline {X}}(x)} avente legge di probabilità:
{\displaystyle P_{\underline {X}}=\left\{{P_{\underline {X}}}^{\underline {\theta }};{\underline {\theta }}\in \mathrm {H} \subset {\mathbb {R} }^{m}\right\}}
Diremo che il vettore {\displaystyle {\underline {X}}} è completo rispetto al parametro {\displaystyle {\underline {\theta }}} se {\displaystyle \forall g} funzione misurabile e {\displaystyle \forall {\underline {\theta }}\in H} si ha che se:
{\displaystyle {\mathrm {E} }_{\theta }[g({\underline {X}})]=0} implica che {\displaystyle g({\underline {X}})=0} quasi certamente, ovvero {\displaystyle Prob_{\theta }(g({\underline {X}})=0)=1}

### Esempio
Sia {\displaystyle X\in (0,+\infty )} con {\displaystyle X\sim U(0,\theta )\quad } la distribuzione continua uniforme e {\displaystyle \quad \theta \in (0,+\infty )}
Data {\displaystyle g} una funzione misurabile ho che:
{\displaystyle E_{\theta }[g(X)]=0\quad \forall \theta \in H} implica:
{\displaystyle \int _{0}^{\theta }{\frac {g(X)}{\theta }}\,dx=0}
Perciò semplificando ottengo:
{\displaystyle \int _{0}^{\theta }g(X)\,dx=0}
Da cui:
{\displaystyle \partial {\theta }\ \int _{0}^{\theta }g(X)\,dx=0}
E per il teorema fondamentale del calcolo integrale ottengo:
{\displaystyle g(\theta )=0\quad \forall \theta \in (0,+\infty )}
Perciò {\displaystyle g(X)=0} quasi certamente

## Proprietà
Data una statistica {\displaystyle T({\underline {X}})} ed una biezione {\displaystyle \phi } indipendente da {\displaystyle \theta } allora {\displaystyle \phi \circ T({\underline {X}})} è anch'essa una statistica completa per {\displaystyle \theta }

## Famiglia esponenziale
Date variabili aleatorie {\displaystyle X_{1},...X_{n}} indipendenti ed identicamente distribuite, diremo che definita {\displaystyle f(x,\theta )} la funzione di densità, essa apparterrà alla famiglia esponenziale con parametro {\displaystyle \theta \in H} se può essere scritta in questo modo:
{\displaystyle f(x,\theta )=C(\theta )e^{Q(\theta )T(x)}h(x)}
Con {\displaystyle C(\theta )>0\quad h(x)>0\quad } e con supporto indipendente da {\displaystyle \theta }
Se vale tale proprietà allora:
{\displaystyle T(X)} e {\displaystyle \quad \sum _{i=1}^{n}T(X_{i})} sono variabili aleatorie complete se {\displaystyle H} contiene un intervallo non degenere

## Teorema di Lehmann-Scheffé
Dato un campione aleatorio {\displaystyle X_{1},...,X_{n}} indipendente ed identicamente distribuito ed un parametro {\displaystyle \theta \in H\subset R}
Data una statistica {\displaystyle T(X)} che è sufficiente e completa per {\displaystyle \theta \quad } e dato uno stimatore del parametro {\displaystyle \theta \qquad }:
{\displaystyle V(T(x))} che è non distorto {\displaystyle \forall \theta \in H\quad }
Allora {\displaystyle V(T(X))} è l'unico stimatore non distorto a minima varianza di {\displaystyle \theta }